# Acropteris defectaria
Acropteris defectaria är en fjärilsart som beskrevs av Walker. Acropteris defectaria ingår i släktet Acropteris och familjen Uraniidae. Inga underarter finns listade i Catalogue of Life.